# Promyelocyt
Een promyelocyt of progranulocyt is een precursor, een voorloper van een granulocyt, ontstaan uit een myeloblast. Ze zijn 18-23 µm groot, hebben een ronde tot ovale celkern met een fijnmazig, excentrisch gelegen chromatinepatroon en 1 tot 3 nucleoli. Het cytoplasma heeft een blauwe kleur met vaak een opheldering. In de cel zijn grove, blauwe of rode korrels aanwezig.

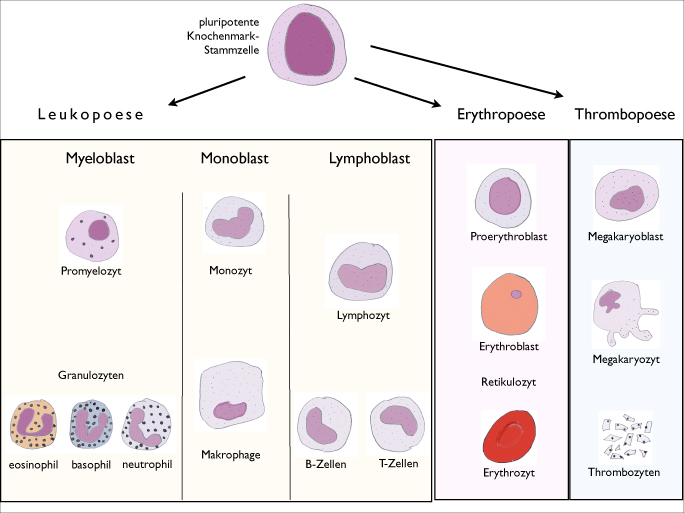
Hematopoëse van beenmerg-stamcellen, Knochenmarkstammzelle

|  |  |  |

## Overzichthematopoëtische stamcelrode beenmerg
| Hematopoëse            | Hematopoëse          | Hematopoëse            | Hematopoëse | Hematopoëse | Hematopoëse | Hematopoëse | Hematopoëse | Hematopoëse     | Hematopoëse    |
| ---------------------- | -------------------- | ---------------------- | ----------- | ----------- | ----------- | ----------- | ----------- | --------------- | -------------- |
| Leukopoëse             | Leukopoëse           | Leukopoëse             | Leukopoëse  | Leukopoëse  | Leukopoëse  | Leukopoëse  | Leukopoëse  | Erytropoëse     | Trombopoëse    |
| Myeloblast             | Myeloblast           | Myeloblast             | Monoblast   | Lymfoblast  | Lymfoblast  | Lymfoblast  |             | Pro-erytroblast | Megakaryoblast |
| Myeloblast             | Myeloblast           | Myeloblast             | Monoblast   | Lymfoblast  | Lymfoblast  | Lymfoblast  | Erytroblast |                 | Megakaryoblast |
| Myeloblast             | Myeloblast           | Myeloblast             | Monoblast   | Lymfoblast  | Lymfoblast  | Lymfoblast  | Normoblast  |                 | Megakaryoblast |
| Promyelocyt            | Promyelocyt          | Promyelocyt            | Monocyt     | Lymfocyt    | Lymfocyt    | Lymfocyt    | Reticulocyt | Megakaryocyt    |                |
| Neutrofiele granulocyt | Basofiele granulocyt | Eosinofiele granulocyt | Macrofaag   | B-cel       | T-cel       | NK-cel      | Mastocyt    | Erytrocyt       | Trombocyt      |